# Palpibracus carvalhoi
Palpibracus carvalhoi är en tvåvingeart som beskrevs av Guilherme A.M.Lopes och Khouri 1996. Palpibracus carvalhoi ingår i släktet Palpibracus och familjen husflugor. Inga underarter finns listade i Catalogue of Life.